# Método Multigrid
Métodos Multigrid em análise numérica são um grupo de algoritmos para solução de equações diferenciais usando hierarquia de discretizações.
A ideia é similar à extrapolação entre malhas mais grossas e mais finas. A aplicação típica para o multigrid é na solução de equações diferenciais parciais elípticas em duas ou mais direções. O multigrid pode ser aplicado junto com qualquer técnica comum de discretização. Nesses casos, o multigrid está entre as soluções mais rápidas conhecidas hoje. Em contraste com outros métodos, o multigrid pode ser aplicado em regiões arbitrárias e condições de contorno. Ele não depende da separabilidade das equações ou de outras propriedades da equação. O multigrid é também aplicável a sistemas de equações mais complicados não-lineares e não-simétricos, como as equações de Navier-Stokes.
O multigrid pode ser generalizado numa variedade de formas diferentes e pode ser aplicado diretamente para equações diferenciais parciais dependentes do tempo.

## Algoritmo
Existem muitas variações de algoritmos de multigrid. A característica mais representativa e comum a todos os algoritmos é que existe uma hierarquia de discretizações, ou seja, uma hierarquia de malhas. Os passos importantes são:
- Suavização – redução de erros de alta frequência, por exemplo, através de algumas iterações do método de Gauss-Seidel ou Jacobi
- Restricão – passagem do erro residual para uma malha mais grossa
- Correção   – interpolação de valores do resíduo calculados na malha mais grossa para uma malha mais fina